# Viver i Serrateix
Viver i Serrateix è un comune spagnolo di 189 abitanti situato nella comunità autonoma della Catalogna.